# Philippe Gilbert (wielrenner)
Philippe Gilbert (Verviers, 5 juli 1982) is een Belgisch voormalig wielrenner. Hij wordt beschouwd als een van de beste wielrenners die België gekend heeft.

## Carrière

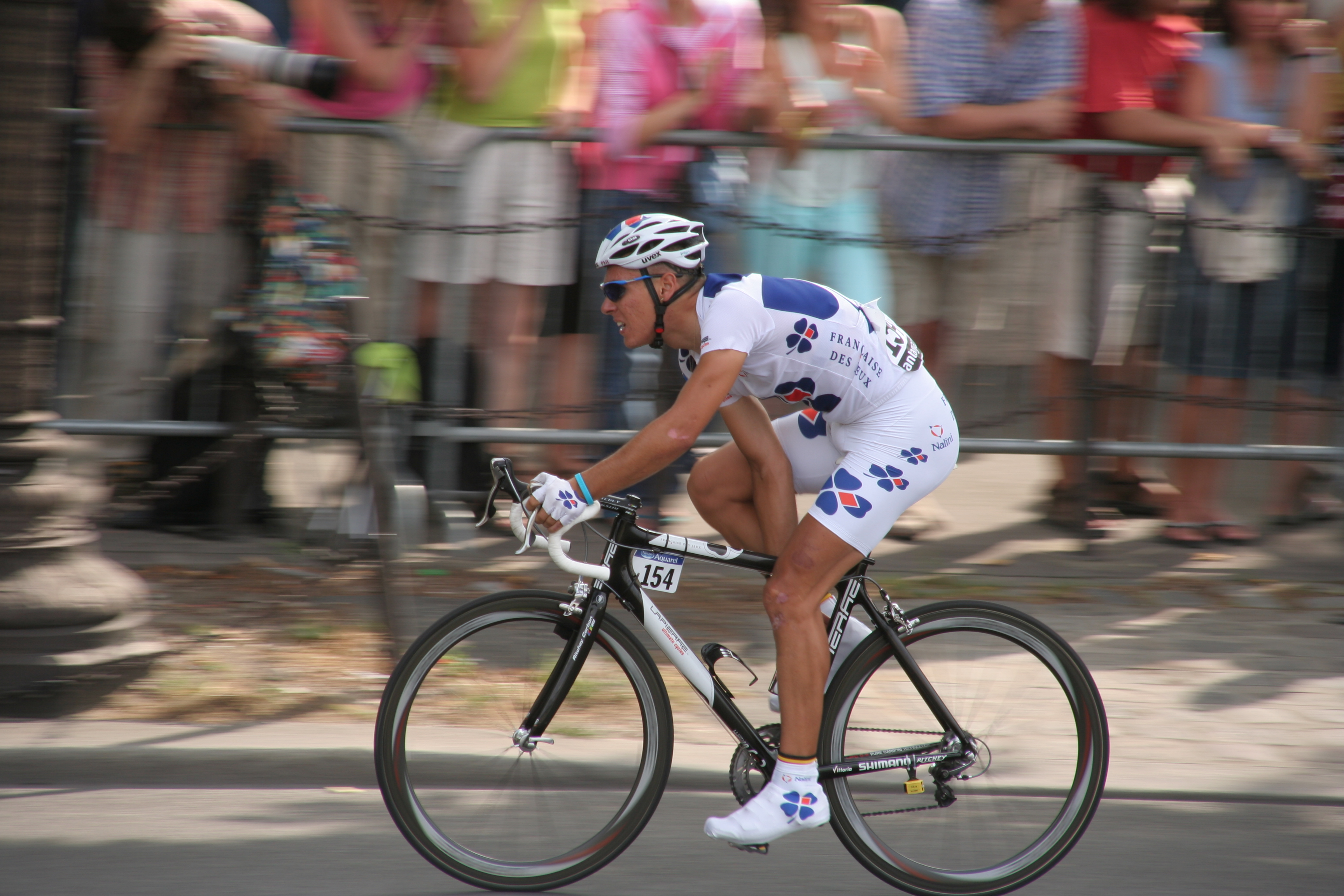
Ronde van Frankrijk 2006

### Het begin
Gilbert was in zijn jeugd een topper in de junioren- en beloftencategorieën en maakte op jonge leeftijd de overstap naar de profs. Hij won al snel enkele voorname wedstrijden, zoals een etappe in Ronde van de Toekomst in 2003.
De volgende jaren profileerde Gilbert zich als een attractieve renner. Hij ging vaak in de aanval en kon zo enkele eendagskoersen en etappes in kleinere rittenkoersen winnen. In 2004 had hij bijna zijn eerste klassieker te pakken, maar hij moest in Parijs-Brussel nipt de duimen leggen tegen Nick Nuyens. Een jaar later, in 2005, lukte het binnenrijven van een klassieker wederom net niet. In de laatste kilometer van Parijs-Tours werd hij samen met Stijn Devolder door het peloton gegrepen.
In 2006 stak hij echt zijn neus aan het venster bij de toppers toen hij de Omloop Het Volk, een rit in de Dauphiné Libéré en de Eneco Tour won. Ook op de Belgische kampioenschappen reed hij zich al vroeg in de medailles: in 2006 werd hij tweede in het Belgisch kampioenschap op de weg, in 2007 derde op de weg en tweede in het tijdrijden.

### 2008: De doorbraak
In 2008 won hij opnieuw de Omloop Het Volk, ditmaal op een nieuw parcours: Gent-Gent in plaats van Gent-Lokeren. Hij reed weg op de Eikenberg, op meer dan 50 km van de aankomst. Gilbert dichtte de kloof met de vluchters en liet hen achter op de Lange Munte, een kasseistrook van 2500 m. Hij hield het peloton af en reed in Gent solo over de streep.
Twee weken later brak hij in Milaan-San Remo zelf de finale open door te demarreren op de top van de Poggio. Hij werd in de afdaling terug ingerekend, maar kon nog sprinten naar een derde plaats.
Tijdens de Ronde van Frankrijk greep hij net naast de gele trui door in de openingsetappe tweede te eindigen na Alejandro Valverde.
In het najaar won hij de eerste klassieker uit zijn carrière: Parijs-Tours. Hij profiteerde optimaal van het feit dat zijn ploegmakker Mickaël Delage in de ontsnapping zat. Op tien kilometer van de streep kon hij alleen naar de vluchters toe rijden. Delage zette zich op kop van het groepje, waardoor ze nog net uit de greep van het peloton konden blijven.

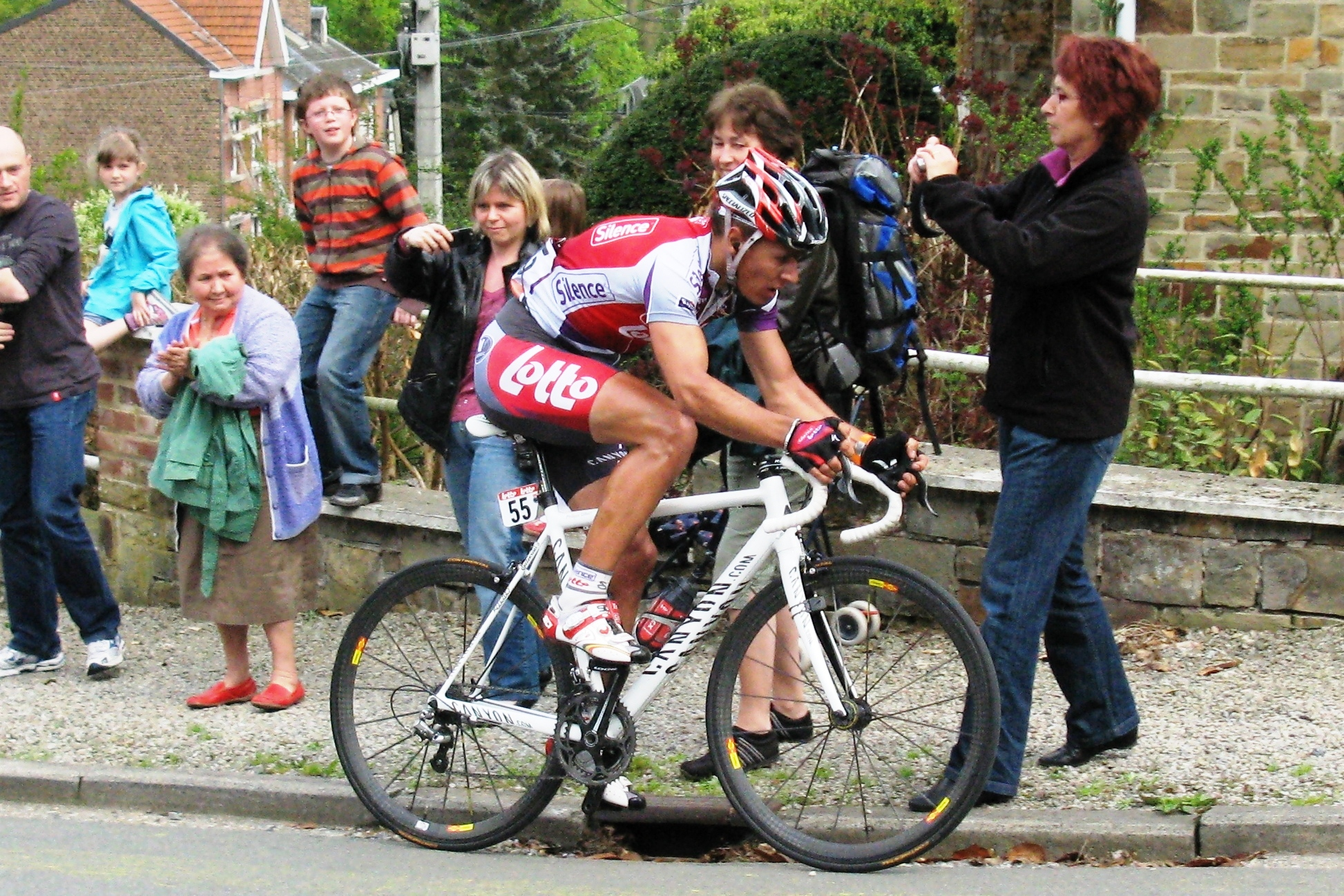
Luik-Bastenaken-Luik 2009

### 2009: Een ijzersterk najaar
In 2009 kwam Gilbert uit voor Silence-Lotto. Zijn doelen dat jaar waren Milaan-San Remo en de Ardense klassiekers. Gilbert liet zich meteen opmerken voor zijn nieuwe werkgever in de Omloop Het Nieuwsblad. Hij was een van de sterkste mannen in koers, maar kon dit niet omzetten in een overwinning. Milaan-San Remo werd een teleurstelling. Mede doordat hij met slechte benen uit Parijs-Nice was gekomen, kon hij niet met de besten mee.
Door de slechte resultaten van Silence-Lotto in het voorjaar werd hij verrassend toegevoegd aan de startlijst voor de Ronde van Vlaanderen. Hij eindigde als derde. In de heuvelklassiekers reed Gilbert tweemaal naar een vierde plaats: in de Amstel Gold Race won hij de sprint van de achtervolgers en in Luik-Bastenaken-Luik werd hij nipt geklopt door Davide Rebellin in de strijd voor een podiumplaats. Ook in de Ronde van Romandië toonde hij zich bij de besten in koers en trok hij meermaals ten aanval met zijn kopman Cadel Evans. Voor een overwinning was het echter wachten tot de Ronde van Italië. Na verschillende aanvalspogingen wist hij in de 20e etappe solo als winnaar over de streep te komen.
Zijn volgende doel was het Belgisch kampioenschap in zijn geboorteplaats Aywaille. Hij vatte de wedstrijd aan als topfavoriet maar moest zijn meerdere erkennen in Tom Boonen.
In het najaar van 2009 was Gilbert erg succesvol. Op het WK was hij een van de sterksten en eindigde hij uiteindelijk op een zesde plaats. Enkele weken later toonde Gilbert zich de sterkste in de Italiaanse eendagswedstrijd Coppa Sabatini. Een paar dagen later won hij zijn tweede Parijs-Tours door in de sprint Tom Boonen te verslaan. Gilbert startte de week daarop ook in de Ronde van Piemonte, terwijl de meeste toppers deze wedstrijd links lieten liggen om zich te sparen voor de Ronde van Lombardije. Gilbert zegevierde echter in beide koersen en bewees zo de andere toppers hun ongelijk. De overwinning in Lombardije was zijn eerste zege in een van de vijf wielermonumenten. Hij versloeg in de sprint olympisch kampioen Samuel Sánchez.

### 2010: Bevestiging van een topper
In 2010 waren de voorjaarsklassiekers Gilberts eerste doel. Via de Ronde van Qatar en de Ronde van Oman, die voor de eerste maal werd georganiseerd, werkte hij toe naar een goed vormpeil. Na Parijs-Nice behaalde Gilbert een negende plaats in Milaan-San Remo, gewonnen door Óscar Freire. Een week later eigende hij zich een derde plaats toe in Gent-Wevelgem. In de Ronde van Vlaanderen daaropvolgend mocht hij net als vorig jaar plaatsnemen op de laagste podiumplaats. Enkele weken later mocht Gilbert wel op het hoogste schavotje staan na een overwinning in de Amstel Gold Race: zijn eindsprint op de slotklim, de Cauberg, was indrukwekkend.
In mei won Gilbert de eerste rit in de Ronde van België. Hij pakte in die Ronde van België ook de puntentrui. In juni greep hij opnieuw naast de Belgische driekleur; op het Belgisch kampioenschap op de weg moest hij zich voor de derde keer tevreden stellen met een zilveren medaille, na Stijn Devolder.
Als voorbereiding op het WK in Australië reed Gilbert de Ronde van Spanje. Daar won hij de derde etappe met aankomst in Málaga door de Spanjaard Joaquim Rodríguez in een sprint bergop te verslaan. Hij reed vijf dagen in de rode leiderstrui. Vervolgens won hij nog de negentiende etappe met aankomst in Toledo. Ditmaal versloeg hij Tyler Farrar in de sprint. Door zijn indrukwekkende prestaties in de Ronde van Spanje was Gilbert de gedoodverfde favoriet voor het WK. Hij reed een knappe wedstrijd en leek even op weg naar de regenboogtrui, maar viel uiteindelijk buiten de prijzen. Een week later nam hij al revanche: hij won voor het tweede jaar op rij de Ronde van Piemonte en de Ronde van Lombardije. In de koers van de vallende bladeren plaatste hij een eerste demarrage op 30 km van de streep. Alleen Michele Scarponi kon hem volgen. Daarna reed hij ook de Italiaan eraf op een paar kilometer van de streep. Zo kwam hij solo aan in Como. Gilbert zelf vond dit op dat moment "zijn mooiste overwinning uit zijn carrière".
Op de avond van zijn winst in de Ronde van Lombardije werd hij, net als in 2009, bekroond tot Flandrien van het jaar 2010.

### 2011: Wielergeschiedenis in april

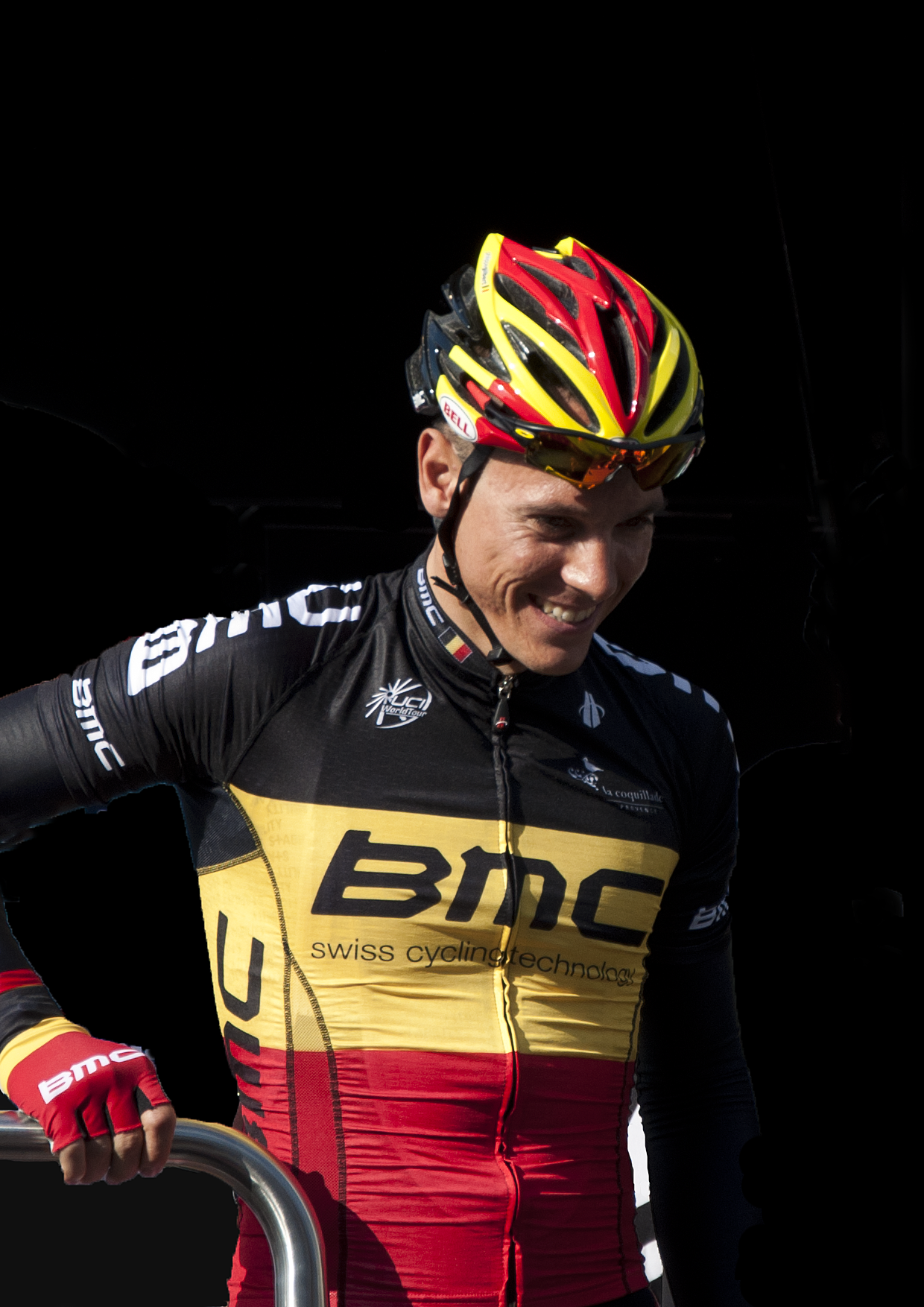
Philippe Gilbert bij de start van de Omloop Het Nieuwsblad 2012

Zijn palmares van 2011 opende Gilbert in februari, met een overwinning in de eerste rit van de Ronde van de Algarve. Ook in de Montepaschi Strade Bianche was hij de sterkste. In de koninginnenrit van de Tirreno-Adriatico haalde hij te Castelraimondo zijn derde zege van het seizoen binnen, toen hij na 240 loodzware kilometers als eerste zijn wiel over de meet gooide, na een spannende spurt waarin Wout Poels het lang leek te halen. In Milaan-San Remo beschikte hij over goede papieren, toen hij op een kleine twee kilometer van het einde doortrok. Filippo Pozzato liet hem echter niet rijden en in een spurt met een beperkte groep eindigde hij als derde, na winnaar Matthew Goss en Fabian Cancellara. Tijdens de Ronde van Vlaanderen viel hij aan op de Bosberg, maar hij werd teruggehaald en hij eindigde uiteindelijk als negende.
In de Brabantse Pijl raakte hij samen met Björn Leukemans voorop. Hij versloeg Leukemans in de spurt. Vier dagen later volgde Gilbert zichzelf op in de Amstel Gold Race, na opnieuw een sterk staaltje, ditmaal niet alleen op de Cauberg, maar ook in de achtervolging op Andy Schleck, die op een tiental kilometer voor de streep ontsnapt was. Drie dagen later bevestigde Gilbert zijn uitstekende vorm opnieuw, ditmaal door op de Muur van Hoei van de verzamelde tegenstand weg te rijden en voor het eerst de Waalse Pijl te winnen. Op de daaropvolgende paaszondag maakte Phil niet alleen zijn jongensdroom waar door Luik-Bastenaken-Luik te winnen - in een spurt met drie versloeg hij de gebroeders Schleck - hij schreef tevens wielergeschiedenis door als eerste wielrenner ooit de vier heuvelachtige voorjaarsklassiekers achtereenvolgens binnen te rijven; in twaalf dagen realiseerde hij zo dit unieke vierluik: eerst de Brabantse Pijl, dan de Amstel Gold Race, daarna de Waalse Pijl en als orgelpunt Luik-Bastenaken-Luik.
Na een rustperiode van zes weken veroverde Gilbert in mei, dankzij onderweg gesprokkelde bonificatieseconden, na de derde rit de leidersplaats in de Ronde van België. De vierde etappe, de koninginnenrit naar Eupen, zette hij naar zijn hand door van de kop af de spurt van een selecte kopgroep te winnen. Hij won die Ronde van België met 20 seconden voorsprong op Greg Van Avermaet en 36 seconden op Björn Leukemans. Samen met zijn ploegmaat André Greipel, die twee etappes won, was hij de grote winnaar van deze wedstrijd. Alsof dat nog niet genoeg was, won hij twee dagen later ook nog Gullegem Koerse. Hij droeg deze zege op aan de in de Giro verongelukte Wouter Weylandt, die er in 2009 en 2010 won. In zijn voorbereiding op het Belgisch kampioenschap en de Tour de France won hij ook nog eens de koninginnenrit in de Ster ZLM Toer op een parcours gelijkaardig aan dat van Luik-Bastenaken-Luik. Met deze ritzege nam hij de leiding in het klassement, waardoor hij twee dagen later ook het eindklassement van de Ster ZLM Toer won.
Eind juni startte Gilbert als topfavoriet in het Belgisch kampioenschap op de weg in Hooglede-Gits. Na drie zilveren medailles en één bronzen plak de vorige jaren was hij deze keer wel in staat om het af te ronden. In de laatste ronde demarreerde hij op de kasseien van de Gitsberg en reed iedereen in de kopgroep uit het wiel. Alleen Tom Boonen leek even te kunnen aanklampen, maar uiteindelijk moest ook hij Gilbert laten gaan. Sinds zijn winst op 13 april in de Brabantse Pijl won hij alle eendagskoersen en rittenwedstrijden waarin hij startte.
In de eerste etappe van de Ronde van Frankrijk was Gilbert de gedoodverfde favoriet voor de ritzege. Na het beantwoorden van een aanval van Fabian Cancellara op de korte slotklim, zette hij zijn eindsprint in en won hij zijn eerste etappe ooit in de Tour. Cadel Evans en Thor Hushovd vervolledigden de top 3. Gilbert pakte meteen ook de gele leiderstrui en werd leider in het punten- en bergklassement. Nadat Jurgen Van den Broeck in de negende etappe zwaar ten val kwam en de strijd om een eventuele podiumplaats in Parijs moest staken, zette het team alles op de groene trui van Gilbert. Op de eerste rustdag stond hij in het puntenklassement 45 punten voor op zijn dichtste concurrent José Joaquín Rojas. Maar door de vele sprintzeges van Mark Cavendish moest Gilbert halfweg de laatste week de groene droom opgeven. Hij werd uiteindelijk derde in dit klassement. Gilbert ging nog op zoek naar een ritzege in de overgangsetappes, maar wegens zijn goeie klassering in het puntenklassement en algemene klassement liet het peloton hem niet meegaan in de beslissende ontsnappingen.
Na de Tour bleef hij presteren. Na enkele natourcriteriums te hebben gereden - waarvan hij er vier won - ging hij als een van de favorieten naar de Clásica San Sebastián. Op de Jaizkibel demarreerde hij een eerste keer, en dunde zo het peloton uit. Met behulp van zijn ploegmaat Jelle Vanendert, die veel werk had verricht vanaf de Jaizkibel, kon hij een demarrage plaatsen op het laatste kleine heuveltje op 3,5 km van de finish, die hij solo bereikte.
Omdat Gilbert als nummer één in de UCI World Tour wou eindigen, reed hij in augustus ook de Eneco Tour. Hij reed een sterke proloog en pakte dankzij ritwinst in de derde rit in lijn de leiderstrui. Hij reed weg op zeven kilometer van de finish, waar hij nog negen seconden van zijn voorsprong overhield. Een dag later speelde hij in de tijdrit zijn leiderstrui kwijt aan Edvald Boasson Hagen. Deze won uiteindelijk de rittenkoers, waardoor Gilbert op plaats twee in het eindklassement eindigde. Samen met zijn ritzege leverde hem dat 86 punten voor de UCI World Tour-ranking op. Dat bracht hem op een voorlopig puntentotaal van 568 punten, waardoor hij tot op zes punten van de eerste plaats van Cadel Evans kwam. Eén dag na het aflopen van de Eneco Tour, op 15 augustus, werd Gilbert voor de eerste maal in zijn carrière Belgisch kampioen tijdrijden.
Op 18 augustus werd bekendgemaakt dat Gilbert een contract voor drie seizoenen getekend had bij het Amerikaanse BMC Racing Team. Zo werd hij onder meer ploegmaat van Cadel Evans en Thor Hushovd en werd hij ook opnieuw herenigd met Greg van Avermaet. Deze was het jaar voordien van Omega Pharma-Lotto overgekomen naar BMC om zijn kopman Gilbert te ontlopen. Uiteindelijk haalde Gilbert op 9 september zijn volgende doel van het seizoen: de eerste plaats op de UCI World Tour-ranking. Deze plaats behaalde hij door de Grote Prijs van Quebec te winnen. Met deze zege kreeg Gilbert er tachtig punten bij; voor een eerste plaats had hij genoeg aan zeven punten.
Daarna legde hij zich toe op het WK in Kopenhagen waar hij als een van de topfavorieten naar voren werd geschoven. Gilbert zelf hield vol dat hij geen favoriet was vanwege het vlakke parcours. Uiteindelijk werd hij zeventiende in de massasprint. Daarna legde hij zich toe op de najaarsklassiekers, Parijs-Tours en de Ronde van Lombardije. Al gaf hij te kennen uitgeput te zijn na zo'n slopend seizoen. Gilbert slaagde er niet in om mee te spelen voor de overwinning in Parijs-Tours, omdat hij niet meezat in de beslissende ontsnapping. In de Ronde van Piemonte gaf Gilbert voor de eerste maal dat jaar op vanwege een soortgelijk scenario en om zijn benen te sparen voor de Ronde van Lombardije. Gilbert was sterk in deze klassieker, maar was niet meer zo fris als zijn concurrenten en eindigde uiteindelijk als achtste. Dit leverde hem twintig punten voor de UCI World Tour-ranking op, wat zijn totaal op 718 bracht.

### 2012: Stil voorjaar, sterk najaar

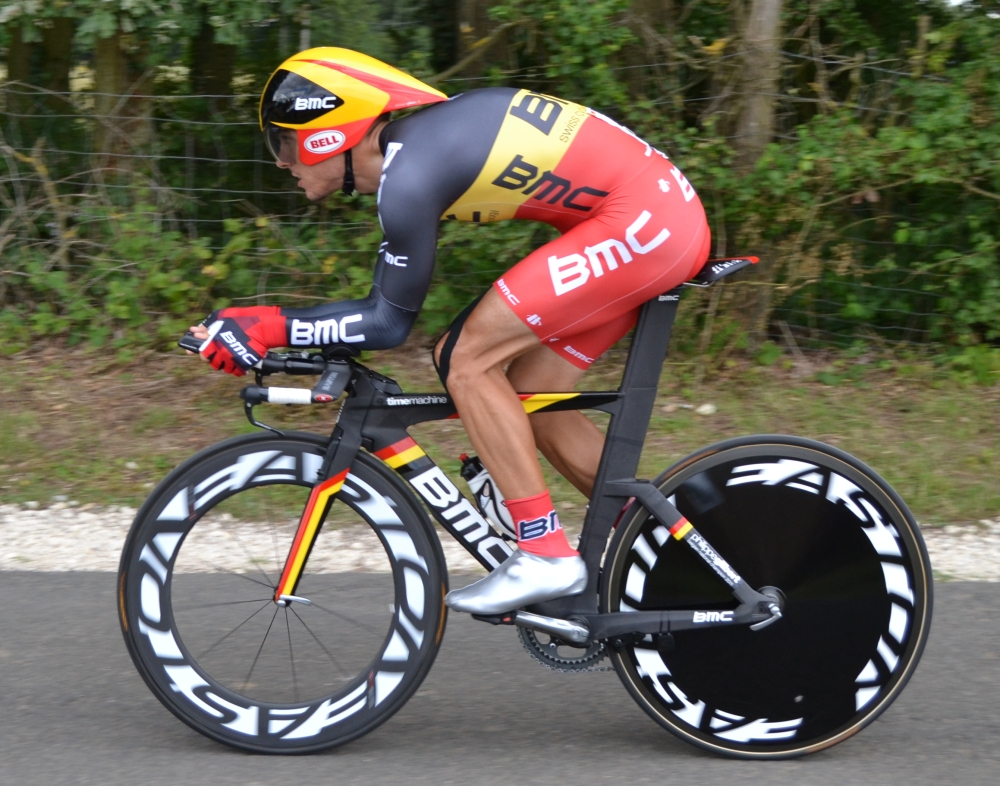
Gilbert als Belgisch kampioen tijdrijden tijdens de Ronde van Frankrijk 2012

Daar waar Tom Boonen in 2012 met opmerkelijke overwinningen in de kasseiklassiekers als een feniks herrees, presteerde Gilbert ondermaats. Hij was dan wel van ploeg en fiets veranderd, zelf weet de Waal zijn mindere vorm aan een aanslepend tandprobleem. In de Brabantse Pijl rondde Thomas Voeckler een knappe solo af en kwam Gilbert niet in het stuk voor. In de Amstel Gold Race leek Gilbert bijna opnieuw top te zijn, maar nadat hij de ontsnapte Óscar Freire op 100 meter van de eindmeet teruggehaald had, plafonneerde hij op de Cauberg en onder impuls van Peter Sagan reden er nog vijf renners Gilbert voorbij, waaronder Jelle Vanendert en winnaar Enrico Gasparotto. Ook in de Waalse Pijl kon hij niet voor een machtsontplooiing zoals in de voorgaande editie zorgen. Ditmaal was Joaquim Rodríguez op de muur van Hoei de sterkste en eindigde Gilbert derde, net na Michael Albasini. Gilberts vormpeil steeg dus wel, maar in Luik-Bastenaken-Luik moest hij in de finale na een versnelling van Vincenzo Nibali op de Valkenrots passen; de Italiaan leek solo in Luik aan te komen, maar werd na een heuse thriller door de ontketende Kazach Maksim Iglinski in de slotkilometer voorbij gevlamd.
In de Ronde van Frankrijk, die startte in Luik, kwam Gilbert niet verder dan enkele ereplaatsen. Tijdens de Olympische Zomerspelen in Londen nam hij deel aan de wegwedstrijd en de individuele tijdrit. In de wegwedstrijd liet hij zich opmerken door op 55 km van de streep weg te springen en een tijdje alleen voorop te rijden. Hij werd echter gegrepen en speelde niet mee voor de medailles; hij finishte als negentiende. In de individuele tijdrit legde hij beslag op een zeventiende plaats. Op het Belgisch kampioenschap tijdrijden pakte hij twee weken later een bronzen medaille.
Eind augustus wist Gilbert dan toch zijn eerste overwinning van het seizoen te boeken; tijdens de negende etappe van de Ronde van Spanje versloeg hij Joaquim Rodríguez, met wie hij in de slotfase was ontsnapt, in de sprint. Met de negentiende etappe voegde hij daar nog een tweede ritzege aan toe, door in de laatste kilometer vanuit een uitgedund peloton weg te springen; Alejandro Valverde werd tweede.
Op zondag 16 september won Omega Pharma-Quickstep op de wereldkampioenschappen in Valkenburg de WK-ploegentijdrit met drie seconden voorsprong op het BMC van Philippe Gilbert. Een week later, tijdens de wegwedstrijd, versnelde Gilbert onnavolgbaar op de laatste beklimming van de Cauberg. Hij hield ook stand tijdens de anderhalve kilometer die hem na de top nog restte en veroverde zo voor het eerst in zijn carrière de regenboogtrui. Edvald Boasson Hagen eindigde op vier seconden en kreeg het zilver. Alejandro Valverde finishte vijf seconden na Gilbert en kreeg het brons. In een door regen geteisterde Ronde van Lombardije, een week later, moest Gilbert opgeven wegens een val in een afdaling.

### 2013: Eén overwinning in de regenboogtrui

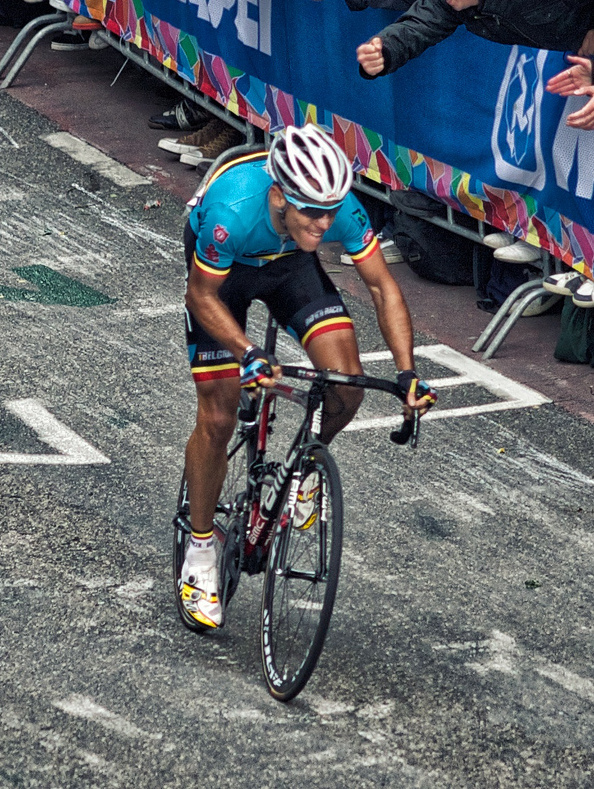
Gilberts machtsontplooiing op de Cauberg op het WK 2012

Ondanks de behaalde wereldtitel, stond 2013 voor Gilbert deels in het teken om beter te doen dan het jaar ervoor. Van de voorjaarsklassiekers maakte hij opnieuw een hoofddoel waardoor hij zijn jaar vroeg begon in de Tour Down Under. Na een nipte sprintnederlaag tegen Sylvain Chavanel in een etappe in Parijs-Nice en na een teleurstellende Milaan-San Remo, toonde Gilbert pas weer een beter vormpeil in de Brabantse Pijl, waar hij slechts met een wiel verslagen werd door Peter Sagan. Omdat zijn vorm eerder verslechterd dan verbeterd was in de aanloop naar de Ronde van Vlaanderen, had Gilbert er dit jaar voor gekozen om niet deel te nemen en zich via de Ronde van het Baskenland voor te bereiden op de Waalse klassiekers. Zijn tweede plaats in de Brabantse Pijl gaf indicatie dat dit een goede beslissing was geweest. In de Amstel Gold Race toonde hij zich net als tijdens het WK weer de sterkste op de Cauberg. De ontsnapte Roman Kreuziger was echter al buiten bereik en Gilbert moest na een sprint uiteindelijk vrede nemen met de vijfde plaats. Na zijn derde plek het jaar voordien was hij opnieuw een van de topfavorieten in de Waalse Pijl. Gilbert zette echter te vroeg aan in de achtervolging op de ontsnapte Colombiaan Carlos Betancur. Hij viel volledig stil en werd uiteindelijk pas vijftiende. In Luik-Bastenaken-Luik kwam hij weer net tekort. Tijdens de beklimming van de Côte de Saint-Nicolas was het opnieuw de Colombiaanse pocketklimmer Carlos Betancur die het vuur aan de lont stak. Enkele renners, waaronder Michele Scarponi, Joaquim Rodríguez en de latere winnaar Daniel Martin reden het gat dicht, maar Gilbert ontplofte en moest toekijken hoe Alejandro Valverde wel nog de sprong kon maken. In de sprint kon Gilbert nog een zevende plaats uit de brand slepen. De wereldkampioen sloot het voorjaar dus voor het tweede jaar op rij af zonder overwinning.
In de Ronde van België eindigde Gilbert twee etappes na elkaar als derde. Wat hem een derde plaats opleverde in het eindklassement en een tweede in het puntenklassement.
Tijdens de Ronde van Frankrijk kreeg hij geen toestemming van BMC om voor ritoverwinningen te gaan en moest hij tevreden zijn als knecht voor Cadel Evans en Tejay van Garderen. Zelfs in de derde etappe, die werd gewonnen door Simon Gerrans, zette BMC geen sprinttrein voor Gilbert op, wat resulteerde dat hij vijfde werd. Achteraf was het duidelijk dat de wereldkampioen teleurgesteld was in zijn team. Er deden al geruchten de ronde dat hij volgend seizoen voor andere rekening zou rijden, dus verbaasde hij vriend en vijand door op 7 juli aan te kondigen dat hij tot en met 2016 bij BMC zou blijven. In augustus kwam hij na een korte break terug in competitie met een zilveren medaille op het Belgisch kampioenschap tijdrijden, na Kristof Vandewalle. Tijdens de Eneco Tour werd hij in de tweede etappe wederom tweede. In de zesde etappe was hij torenhoog favoriet omdat de etappe aankwam op La Redoute in zijn thuisstad Aywaille, maar hij kwam ten val en besloot, wegens zijn zwaar gehavende knie, niet meer te starten in de slotetappe.
In de zevende etappe van de Ronde van Spanje werd hij wederom tweede toen hij in een sprint met twee werd geklopt door Zdeněk Štybar. In de twaalfde etappe was het wel bingo. In een lastige sprint op een licht hellende aankomststrook wist hij Edvald Boasson Hagen te remonteren met een indrukwekkende jump. Zo was zijn eerste overwinning in de regenboogtrui eindelijk een feit. Op het WK in Firenze moest hij in de slotronde passen toen Vincenzo Nibali en Joaquim Rodríguez hun beslissende aanval plaatsten op de beklimming naar Fiesole. Uiteindelijk won Rui Costa in een sprint met twee tegen Rodriguez. Gilbert eindigde in een achtervolgende groep als negende. Gilbert sloot zijn seizoen af na de Ronde van Lombardije, waarin hij niet kon meedoen om de knikkers.

### 2014: De wederopstanding
Na twee relatief mindere seizoenen gaf Gilbert aan dat hij een goede winter had doorgemaakt. In april bleek hij inderdaad weer een hoog niveau te halen toen hij voor de tweede maal in zijn wielerloopbaan de Brabantse Pijl won door in de spurt van een uitgedunde kopgroep de Australiër Michael Matthews nog net af te houden. Een halve week later won hij voor de derde maal de Amstel Gold Race in een door BMC gecontroleerde koers: Michael Schär mende het peloton in de achtervolging op de vroege vluchters, Greg Van Avermaet maakte deel uit van meerdere aanvalspogingen in de laatste 40 kilometer en met een versnelling aan de voet van de Cauberg lokte zijn ploegmaat Samuel Sánchez Gilberts rivalen Kwiatkowski, Gerrans en Valverde in de val, want net op het breekpunt van de klim demarreerde Gilbert aan de binnenkant van de weg en dwong iedereen in het zadel. Eens boven stoomde Gilbert door en reed - net zoals bij het wereldkampioenschap in 2012 - de laatste twee kilometer solo naar de aankomst, die nu in Vilt lag; op een handvol seconden van de winnaar vervolledigden Jelle Vanendert en Simon Gerrans het podium. In de daaropvolgende Waalse Pijl kon Gilbert op de slotklim van de Muur van Hoei geen vuist maken, maar wist nog een tiende plaats uit de brand te slepen en dit op vijftien seconden van winnaar Alejandro Valverde. In Luik-Bastenaken-Luik viel de beslissing pas op de laatste hellende strook in Ans. Gilbert probeerde het gat te dichten op de ontsnapte Caruso, Pozzovivo en Martin, maar werd gecounterd door het drietal Valverde, Gerrans en Kwiatkowski. Gerrans spurtte naar de overwinning, Gilbert strandde op een achtste plaats. Op 1 mei nam Gilbert deel aan het Belgisch kampioenschap tijdrijden, waar hij net naast het podium viel.
Na een geslaagd voorjaar bleef Gilbert goede prestaties neerzetten. In de Ronde van Picardië won hij het bergklassement en in de Ronde van België eigende hij zich de puntentrui toe en werd hij vierde in het eindklassement. In juni wist Gilbert voor de derde maal, na 2009 en 2011, de Ster ZLM Toer op zijn palmares te schrijven. Hij won in deze Nederlandse rittenkoers zijn eerste proloog ooit en zette de kroon op het werk met winst in de Ardennenetappe met aankomst op de Gileppestuwdam. Na het Belgisch kampioenschap, gewonnen door Jens Debusschere, nam Gilbert een break. Hij zou terug in competitie komen in de Ronde van Wallonië, maar een longinfectie gooide roet in het eten. Pas in augustus, in de RideLondon Classic, kon hij weer meedingen naar de overwinning, maar hij strandde op een vierde plaats. In de daaropvolgende Eneco Tour finishte hij als zevende. Als voorbereiding op het WK reed Gilbert de Vuelta. Hij mikte op een ritzege, maar kwam niet verder dan een vijfde plaats in de zevende etappe.
Op het wereldkampioenschap reageerde Gilbert op de laatste beklimming op een aanval van Rodriguez. Het zestal Gerrans, Valverde, Breschel, Van Avermaet, Gallopin en Gilbert scheurde zich af van het peloton. Gilbert deed er vervolgens alles aan om de eerder weggereden Kwiatkowski terug te halen en zo Van Avermaet de kans te geven om voor de wereldtitel te spurten, maar slaagde daar niet in. Kwiatkowski reed zo naar de regenboogtrui. Gerrans won de sprint voor zilver, Valverde werd voor het derde opeenvolgende jaar derde. Van Avermaet moest vrede nemen met de vijfde plaats, Gilbert werd zevende. Een week later, in de Ronde van Lombardije, reed Gilbert op de laatste helling naar de ontsnapte Tim Wellens en probeerde daarna een gat te slaan, maar enkele andere favorieten zoals Rui Costa en Alejandro Valverde volgden in zijn spoor. Daniel Martin won de herfstklassieker door weg te springen in de laatste kilometer, Gilbert sprintte naar een zevende plaats. Gilbert beëindigde zijn seizoen met een knaller in de Ronde van Peking. Hij schreef er de tweede etappe op zijn naam door in een sprint op een col van derde categorie Reinardt Janse van Rensburg en Rui Costa te verslaan. Bovendien behield hij knap de leiderstrui door derde te worden in de koninginnenrit waarvan de finish op een col van eerste categorie lag. Hij hield nog drie seconden over op de winnaar van die rit, Daniel Martin. Op de slotdag kwam Gilberts leidersplaats niet meer in gevaar waardoor hij voor het eerst eindwinnaar werd van een meerdaagse rittenkoers van WorldTour-niveau.

### 2015: Twee etappeoverwinningen in de Giro
In de Ronde van de Haut-Var kwam Gilbert vroeg in het seizoen met een derde en een tweede plaats tweemaal dicht bij een overwinning. Hij hield er de puntentrui aan over. Milaan-San Remo, zijn eerste doel van het jaar, werd een teleurstelling. Hij geraakte niet weg op de Poggio en viel in de afdaling van diezelfde berg. Via de Ronde van het Baskenland bereidde Gilbert de Ardennenklassiekers voor. In de Brabantse Pijl counterde hij de aanvallen achter zijn ontsnapte ploegmaat Ben Hermans. Die bereikte solo de finish. In de sprint voor de resterende podiumplaatsen werd Gilbert derde na Michael Matthews. Tijdens de Amstel Gold Race was diezelfde Matthews de enige die Gilberts gekende aanval op de Cauberg kon volgen. Uiteindelijk keerden enkele gelosten terug en moest Gilbert in een sprint met een kleine twintig renners vrede nemen met de tiende plaats. In de Waalse Pijl kwam Gilbert na een manoeuvre van een renner voor hem ten val en moest hij opgeven. Door de gevolgen van die val kwam zijn deelname aan zijn geliefkoosde Luik-Bastenaken-Luik in het gedrang. Hij verscheen toch aan de start in Luik, maar moest lossen op de Côte de Saint-Nicolas en kwam als 36e over de finish. Twee weken later kwam Gilbert voor het eerst in zes jaar nog eens aan de start van de Giro. Hij vatte deze ronde aan met twijfels, omdat hij naar eigen zeggen nog steeds hinder ondervond van de gevolgen van zijn valpartij in de Waalse Pijl. Desondanks stelde hij zich als doel een ritzege te pakken en minstens één dag in het roze te rijden, de enige leiderstrui van de drie Grote Rondes die hij nog niet wist te dragen. Na de openingsploegentijdrit telde hij echter al 25 seconden achterstand op de leider. In de derde rit trok hij ten aanval op zoek naar de roze trui, maar hij en zijn medevluchters werden ingerekend. Hij spurtte zich in een groepssprint toch nog naar een derde plaats. De roze trui moest hij uiteindelijk uit zijn hoofd zetten en dus mikte hij in het vervolg van de Giro op een ritzege. In de twaalfde rit met aankomst op de Monte Berico in Vicenza toonde hij zich sterker dan roze truidrager Alberto Contador en pakte zo zijn eerste overwinning van het jaar. Exact een week later was het opnieuw prijs: Gilbert ging mee in een lange vlucht en reed op een kleine twintig kilometer van de finish weg van zijn medevluchters. Hij kwam solo aan in Verbania, goed voor zijn derde etappeoverwinning in de Giro in zijn carrière. Zijn goede prestaties leverden hem een tweede plaats op in het puntenklassement. Bovendien werd hij bekroond als strijdlustigste renner van deze Giro.
Na de Ronde van Italië startte Gilbert in de Ronde van Zwitserland als voorbereiding op de Tour. Hij verliet de etappekoers echter al na drie dagen nadat een MRI-scan een breukje in zijn rechteronderbeen aan het licht bracht. Dit breukje, hoogstwaarschijnlijk een gevolg van zijn val in de Waalse Pijl, belette hem niet om twee etappes te winnen in de Giro. Toch werd er in samenspraak met zijn team beslist dat Gilbert zou afzien van deelname aan het Belgisch kampioenschap en de Tour om volledig te kunnen herstellen. Op 22 juli kwam Gilbert weer in competitie in de GP Pino Cerami, die hij meteen ook won. Hij versloeg in een groepssprint op een licht hellende aankomststrook onder meer Danny van Poppel en Tom Boonen. Vijf dagen later won hij op de Citadel van Namen ook de derde etappe in de Ronde van Wallonië. In de Clásica San Sebastián won hij de sprint voor de tweede plaats na de ontsnapte Adam Yates. Vervolgens streed hij mee om de eindoverwinning in de Eneco Tour, maar hij moest vrede nemen met een plaats net naast het podium. Na een zege in Kortrijk Koerse, waar hij de winnaar van 2014 Sep Vanmarcke versloeg in de sprint, reed hij nog enkele koersen in voorbereiding op het Wereldkampioenschap in Richmond, zoals de Grote Prijzen in Quebec en Montreal, waar hij respectievelijk als zevende en negende finishte. In Richmond, waar hij samen met Greg Van Avermaet en Tom Boonen kopman was bij de Belgen, kwam hij als tiende over de meet, al zijn zesde top-10 plaats op een WK. Sinds 2007 eindigde hij elk WK in de top-20.

### 2016: Tweede Belgische titel
Philippe Gilbert begon het wielerjaar 2016 met het winnen van de Ronde van Murcia, waar hij de sprint won voor Alejandro Valverde. Daarna ging het enkel bergaf omwille van verschillende blessures, waaronder een kwetsuur aan de hand, opgelopen tijdens een training na een akkefietje met een automobilist. Gilbert gaf verstek voor de meeste klassiekers, alsook voor de Giro waar hij zijn zinnen op had gezet. Het was voor het eerst in zijn carrière dat hij niet aan de start stond van Milaan-San Remo en Luik-Bastenaken-Luik. Bij zijn terugkeer in het peloton in juni won hij twee ritten in de Ronde van Luxemburg. Op 26 juni 2016 werd Gilbert voor de tweede keer in zijn carrière Belgisch kampioen door Tim Wellens te kloppen in een sprint met twee. In de wegwedstrijd op de Olympische Spelen in Rio de Janeiro maakte Gilbert deel uit van het Belgisch team van winnaar Greg Van Avermaet. Zelf eindigde hij op plek 42, op ruim dertien minuten van Van Avermaet. Hierna stond Gilbert voor de achtste keer aan de start van de Vuelta waar hij opgaf in de veertiende etappe. Voor het eerst sinds het begin van zijn carrière in 2003 nam Gilbert niet deel aan het Wereldkampioenschappen wielrennen dat gereden werd op een vlak parcours in Doha. Ondertussen had Gilbert bekendgemaakt dat hij BMC Racing Team na vijf seizoenen zou verlaten voor Etixx-Quick Step.

### 2017: De vorm van zijn leven in het voorjaar
Gilbert begon het seizoen sterk in de Ronde van Valencia en pakte een eerste echte keer uit met zijn hoogvorm tijdens het begin van de Vlaamse wielerweek met een tweede plek in Dwars door Vlaanderen. Ook in de E3 Harelbeke eindigde hij tweede, nadat hij door oud-ploegmaat Greg Van Avermaet geklopt werd in de sprint. Het daaropvolgende weekend werd duidelijk dat Gilbert zijn vorm nog wou bijschaven door de Driedaagse De Panne-Koksijde te rijden. Dit werd een zware editie. Gilbert wist de eerste rit te winnen door op de Muur van Geraardsbergen weg te rijden. Twee dagen later pakte hij de eindzege dankzij een uitstekende tijdrit.
Door deze knappe prestatie werd Gilbert samen met Greg Van Avermaet en Peter Sagan uitgeroepen tot favoriet voor de Ronde van Vlaanderen, het sluitstuk van de Vlaamse wielerweek, en een klassieker die hij niet meer gereden had sinds 2012, ook toen in de trui van Belgisch kampioen. Gilbert pakte spectaculair uit. Samen met ploegmaats Tom Boonen en Matteo Trentin versnelde hij op de Muur van Geraardsbergen met nog 95 kilometer te gaan. Er ontstond een kopgroep van 14 man. Op 56 kilometer van de meet versnelde Gilbert op de Oude Kwaremont en reed Sep Vanmarcke en de andere koplopers uit het wiel en kwam alleen boven. Hij zou alleen doorzetten en hield uiteindelijk als bij wonder stand tegen de opkomende Peter Sagan, Greg Van Avermaet en Oliver Naesen, die samen ten val kwamen bij de laatste beklimming van de Oude Kwaremont. Gilbert won de Ronde van Vlaanderen na een solo van meer dan 50 kilometer, volgens analytici een van de grootste krachttoeren uit de recente wielergeschiedenis. Hiermee werd Gilbert ook de eerste renner in twintig jaar tijd die zowel de Ronde van Vlaanderen als Luik-Bastenaken-Luik wist te winnen. Michele Bartoli, een van Gilbert's jeugdidolen, was de laatste renner die hierin slaagde.
Na deze zege leek het er even op dat Gilbert voor het eerst in tien jaar, en pas voor de tweede keer in zijn carrière, Parijs-Roubaix in zijn programma zou opnemen, en dat om Tom Boonen aan zijn vijfde kassei te helpen, maar uiteindelijk werd beslist om te focussen op de Ardennenklassiekers, ook al had hij Boonen graag een wederdienst bewezen voor diens hulp tijdens de Ronde. Deze beslissing loonde alvast in het eerste luik van de Ardennen. In de Brabantse Pijl trad Gilbert nog niet echt op de voorgrond. Voornamelijk omdat hij ploegmakkers in de kopgroep had en zo topfavoriet Michael Matthews neutraliseerde.
In de Amstel Gold Race was het wel prijs. Ondanks dat deze klassieker anno 2017 niet eindigde op Phils' favoriet heuvel de Cauberg ging Gilbert toch met de bloemen lopen. Hij versloeg Michal Kwiatkowski in een spannende spurt. Gilbert werd zo de derde renner die de Ronde van Vlaanderen en de Amstel Gold Race in hetzelfde jaar won. De andere twee waren Eddy Merckx en Jan Raas.
Aan Gilbert's voorjaar kwam echter een abrupt einde. Een dag na de Gold Race bleek dat hij bij een val in die wedstrijd een scheurtje had in zijn nier. Ondanks dat hij de race dus winnend afsloot, moest hij de resterende twee Ardennenklassiekers, de Waalse Pijl en 'zijn' Luik-Bastenaken-Luik (voor het tweede jaar op rij), laten schieten. Ook moest hij, net als in 2016, forfait geven voor de Giro die op zijn programma stond. Hierdoor besloot hij voor het eerst sinds 2013 deel te nemen aan de Tour. Als voorbereiding reed hij de Ronde van België, waar hij net naast een etappezege greep, en de Ronde van Zwitserland waar hij wel kon juichen door in de tweede etappe spurters als Peter Sagan, John Degenkolb en Michael Matthews te verschalken in een massasprint. Samen met Greg Van Avermaet was Gilbert topfavoriet om zichzelf in Antwerpen op te volgen als Belgisch kampioen, maar beide renners misten de beslissende ontsnapping.
Tijdens de Ronde van Frankrijk ging Gilbert een paar keer in de aanval, wat hem één keer de Prijs voor de Strijdlust opleverde, maar geen ritzege. Wegens ziekte moest hij teleurgesteld opgeven voor de zestiende etappe. Ook in de BinckBank Tour en de Ronde van Groot-Brittannië toonde Gilbert zich strijdlustig maar leverde het geen ritwinst op. Samen met Greg Van Avermaet was Gilbert kopman bij de Belgen op het Wereldkampioenschap in het Noorse Bergen maar geen van beide renners kon verhinderen dat Peter Sagan geschiedenis schreef door voor de derde keer op rij wereldkampioen te worden.

### 2018: met een gebroken knie
Tijdens de Ronde van Frankrijk van 2018 kwam hij tijdens de 16de etappe, op 24 juli, akelig ten val in een bocht en tuimelde hij enkele meters een afgrond in. Gilbert reed desondanks de rit uit en kreeg bovendien de prijs voor de strijdlust die dag. Hij diende na deze etappe toch op te geven vanwege een gebroken knieschijf. Tom Boonen en Jan Bakelants bezochten hem nadien in het ziekenhuis.

### 2019: 4de van de 5 monumenten
Gilbert won de 117de editie van Parijs-Roubaix en schreef daarmee zijn 4de van de 5 wielermonumenten op zijn naam. Alleen Milaan-San Remo ontbreekt. Daarnaast wist hij twee etappes te winnen in de Ronde van Spanje, zijn zesde en zevende in die ronde. Dit waren zijn tiende en elfde overwinningen in een Grote Ronde. Zijn tweede overwinning, de zeventiende etappe in de Vuelta, werd gereden met een gemiddelde snelheid van 50,628 km/u, waardoor Gilbert de Gele wimpel overnam van Matteo Trentin. Als een van de topfavorieten voor de regenboogtrui verliet hij na een val op 90 kilometer van het einde de wedstrijd in tranen. Dit was zijn laatste seizoen bij de ploeg van Lefevre, waarna hij voor drie jaar tekende bij de ploeg waar hij eerder al grote successen kende, Lotto Soudal.

### 2022: afscheid
Gilbert kondigde ruim van tevoren zijn afscheid aan. Na 20 jaar met heel wat opofferingen, werd het tijd om samen met de familie van het leven te genieten. Zijn laatste echte wedstrijd werd Parijs-Tours. Tijdens een afscheidsfeest in Valkenburg, de plek waar hij Wereldkampioen werd en vier keer de Amstel Gold Race won, hing hij zijn fiets letterlijk aan de haak. Gilbert werd opgenomen in de eregalerij van de Gemeentegrot onder de Cauberg.

## Palmares

### Overwinningen als belofte
2002 - 3 zeges
- 3e etappe Triptyque Ardennais
- Eindklassement Triptyque Ardennais
- 1e etappe Triptyque des Barrages

2003 - 1 zege
- 9e etappe Ronde van de Toekomst
- Puntenklassement Ronde van de Toekomst

### Overwinningen als Elite
2004 - 2 zeges (2 UCI-zeges)
- 3e etappe Tour Down Under
- Jongerenklassement Tour Down Under
- Eindklassement Parijs-Corrèze

2005 - 5 zeges (5 UCI-zeges)
- 2e etappe Ronde van de Middellandse Zee
- Ronde van de Haut-Var
- Klimmerstrofee
- 2e etappe Vierdaagse van Duinkerke
- Polynormande
- Eindklassement Coupe de France

2006 - 5 zeges (5 UCI-zeges)
- Omloop Het Volk
- 2e etappe Dauphiné Libéré
- 7e etappe Eneco Tour
- GP Fourmies
- GP van Wallonië

2007 - 1 zege (1 UCI-zege)
- Combinatieklassement Ronde van de Algarve
- 1e etappe Ronde van de Limousin
- Sprintklassement Circuit Franco-Belge

2008 - 8 zeges (5 UCI-zeges)
- Bergklassement Tour Down Under
- Trofeo Mallorca
- Trofeo Soller
- Eindklassement Challenge Mallorca
- Omloop Het Volk
- GP Le Samyn
- Sprintklassement Circuit Franco-Belge
- Parijs-Tours
- Dernycriterium van Wilrijk
- Dernycriterium van 's-Gravenwezel

2009 - 7 zeges (7 UCI-zeges)
- 20e etappe Ronde van Italië
- 4e etappe Ster Elektrotoer
- Eindklassement Ster Elektrotoer
- Coppa Sabatini
- Parijs-Tours
- Ronde van Piemonte
- Ronde van Lombardije

2010 - 7 zeges (6 UCI-zeges)
- Amstel Gold Race
- 1e etappe Ronde van België
- Puntenklassement Ronde van België
- GP José Dubois
- 3e en 19e etappe Ronde van Spanje
- Ronde van Piemonte
- Ronde van Lombardije

2011 - 22 zeges (18 UCI-zeges)
- 1e etappe Ronde van de Algarve
- Montepaschi Strade Bianche
- 5e etappe Tirreno-Adriatico
- Brabantse Pijl
- Amstel Gold Race
- Waalse Pijl
- Luik-Bastenaken-Luik
- 4e etappe Ronde van België
- Eindklassement Ronde van België
- Gullegem Koerse
- 4e etappe Ster ZLM Toer
- Eind- en sprintklassement Ster ZLM Toer
- Belgisch kampioen op de weg, Elite
- 1e etappe Ronde van Frankrijk
- Criterium van Aalst
- Criterium van Herentals
- Criterium van Lommel
- Clásica San Sebastián
- 3e etappe Eneco Tour
- Belgisch kampioen tijdrijden, Elite
- Grote Prijs van Quebec
- GP van Wallonië
- Eindklassement UCI World Tour

2012 - 3 zeges (3 UCI-zeges)
- Strijdlust 3de etappe Ronde van Spanje
- 9e en 19e etappe Ronde van Spanje
- Wereldkampioenschap op de weg in Valkenburg

2013 - 1 zege (1 UCI-zege)
- 12e etappe Ronde van Spanje

2014 - 7 zeges (7 UCI-zeges)
- Brabantse Pijl
- Amstel Gold Race
- Bergklassement Ronde van Picardië
- Puntenklassement Ronde van België
- Proloog en 4e etappe Ster ZLM Toer
- Eindklassement Ster ZLM Toer
- 2e etappe Ronde van Peking
- Eindklassement Ronde van Peking

2015 - 5 zeges (4 UCI-zeges)
- Puntenklassement Ronde van de Haut-Var
- 12e en 18e etappe Ronde van Italië
- Strijdlustklassement Ronde van Italië
- GP Pino Cerami
- 3e etappe Ronde van Wallonië
- Kortrijk Koerse

2016 - 5 zeges (4 UCI-zeges)
- Ronde van Murcia
- 2e en 4e etappe Ronde van Luxemburg
- Puntenklassement Ronde van Luxemburg
- Belgisch kampioen op de weg, Elite
- GP José Dubois

2017 - 6 zeges (5 UCI-zeges)
- Combinatieklassement Ronde van Valencia
- 1e etappe Driedaagse van De Panne-Koksijde
- Eind- en Rushesklassement Driedaagse van De Panne-Koksijde
- Ronde van Vlaanderen
- Amstel Gold Race
- 2e etappe Ronde van Zwitserland
- Strijdlust 5de etappe Ronde van Frankrijk
- Criterium van Ninove

2018 - 2 zeges (1 UCI-zege)
- Strijdlust 16de etappe Ronde van Frankrijk
- Tweede race Hammer Series (ploegenwedstrijd)
- GP van Isbergues

2019 - 6 zeges (4 UCI-zeges)
- 3e etappe Ronde van de Provence
- Parijs-Roubaix
- Leiedal Koerse
- Ridderronde Maastricht
- 12e en 17e etappe Ronde van Spanje
- Strijdlust 12e etappe Ronde van Spanje

2022 - 5 zeges (2 UCI-zeges)
3e etappe Vierdaagse van Duinkerke
Eindklassement Vierdaagse van Duinkerke
Phil's Last Ride
Pro-Am Monaco
Beking criterium
Totaal - 97 zeges (waarvan 80 officiële UCI-zeges)

### Voornaamste ereplaatsen
2002
2e - Ronde van Loir-et-Cher
2e - Belgisch kampioenschap wielrennen op de weg U23
2003
2e - Tro Bro Léon
3e - etappe 2 Ronde van de Toekomst
2e - etappe 3 Ronde van de Toekomst
2004
3e - eindklassement Ster Elektrotoer
2e - Klimmerstrofee
2e - Parijs-Brussel
2e - Grote Prijs van Wallonië
3e - etappe 1 Parijs-Corrèze
3e - etappe 2 Parijs-Corrèze
2006
2e - GP La Marseillaise
2e - GP Le Samyn
2e - Klimmerstrofee
3e - etappe 7 Critérium du Dauphiné Libéré
2e - Belgisch kampioenschap
3e - etappe 6 Eneco Tour
2007
3e - Circuit Franco-Belge
2e - GP Le Samyn
3e - Belgisch kampioenschap
2e - Belgisch kampioenschap tijdrijden
2008
3e - Trofeo Cala Millor
3e - Milaan-San Remo
2e - Brabantse Pijl
2e - etappe 9 Ronde van Zwitserland
2e - etappe 1 Ronde van Frankrijk
2e - etappe 6 Ronde van Spanje
2009
3e - Ronde van Vlaanderen
2e - Belgisch kampioenschap
2e - etappe 11 Ronde van Spanje
2010
3e - Gent-Wevelgem
2e - etappe 2 Driedaagse van De Panne-Koksijde
3e - Ronde van Vlaanderen
3e - Luik-Bastenaken-Luik
3e - etappe 4 Ronde van Romandië
3e - etappe 5 Ronde van België
2e - Belgisch kampioenschap
2011
3e - Milaan-San Remo
2e - proloog Ronde van België
2e - etappe 5 Ronde van Frankrijk
2e - etappe 8 Ronde van Frankrijk
3e - puntenklassement Ronde van Frankrijk
2e - eindklassement Eneco Tour
3e - Grote Prijs van Montreal
2012
3e - Waalse Pijl
3e - Belgisch kampioenschap tijdrijden
2e - UCI Ploegentijdrit in Valkenburg
2013
3e - etappe 3 Tour Down Under
2e - etappe 6 Parijs-Nice
2e - Brabantse Pijl
3e - etappe 4 Ronde van België
3e - etappe 5 Ronde van België
3e - eindklassement Ronde van België
3e - etappe 8 Ronde van Zwitserland
2e - Belgisch kampioenschap tijdrijden
2e - etappe 2 Eneco Tour
2e - etappe 7 Ronde van Spanje
2014
3e - Classic Sud Ardèche
3e - etappe 4 Ronde van België
2015
2e - etappe 2 Ronde van de Haut-Var
2e - eindklassement Ronde van de Haut-Var
3e - Brabantse Pijl
3e - etappe 3 Ronde van Italië
2e - puntenklassement Ronde van Italië
2e - etappe 5 Ronde van Wallonië
2e - Clásica San Sebastián
2016
3e - Volta Limburg Classic
2e - eindklassement Ronde van Luxemburg
2017
2e - Dwars door Vlaanderen
2e - E3 Harelbeke
2e - etappe 2 Ronde van België
2e - etappe 7 BinckBank Tour
2018
3e - Ronde van Murcia
2e - GP Le Samyn
2e - E3 Harelbeke
3e - Ronde van Vlaanderen
2e - Belgisch kampioenschap
3e - etappe 5 Ronde van Frankrijk
2019
3e - etappe 2 Parijs-Nice
2e - etappe 1 Critérium du Dauphiné
3e - Halle-Ingooigem
3e - etappe 1 Adriatica Ionica Race
2e - etappe 3 Adriatica Ionica Race
2020
2e - etappe 4 Ronde van Wallonië
2022
3e - Circuit de Wallonie

## Resultaten in voornaamste wedstrijden
| Jaar | Ronde van Italië | Ronde van Frankrijk | Ronde van Spanje |
| ---- | ---------------- | ------------------- | ---------------- |
| 2003 |                  |                     |                  |
| 2004 | 32e              |                     |                  |
| 2005 |                  | 70e                 |                  |
| 2006 | opgave           | 109e                |                  |
| 2007 |                  | opgave              | 69e              |
| 2008 |                  | 112e                | opgave           |
| 2009 | 97e (1)          |                     | 54e              |
| 2010 |                  |                     | 48e (2)          |
| 2011 |                  | 38e (1)             |                  |
| 2012 |                  | 46e                 | 59e (2)          |
| 2013 |                  | 62e                 | opgave (1)       |
| 2014 |                  |                     | 45e              |
| 2015 | 39e (2)          |                     |                  |
| 2016 |                  |                     | opgave           |
| 2017 |                  | opgave              |                  |
| 2018 |                  | opgave              |                  |
| 2019 |                  |                     | 32e (2)          |
| 2020 |                  | opgave              |                  |
| 2021 |                  | 99e                 |                  |
| 2022 |                  | 76e                 |                  |

| Jaar | Milaan-San Remo | Gent-Wevelgem | Ronde van Vlaanderen | Parijs-Roubaix | Amstel Gold Race | Luik-Bast.‑Luik | Ronde van Lombardije | Waalse Pijl | Brabantse Pijl | Omloop Het Nieuwsblad |  | WK op de weg |  | Wereldranglijsten |
| ---- | --------------- | ------------- | -------------------- | -------------- | ---------------- | --------------- | -------------------- | ----------- | -------------- | --------------------- |  | ------------ |  | ----------------- |
| 2003 |                 |               | opgave               |                |                  | opgave          |                      |             |                |                       |  | opgave       |  |                   |
| 2004 | 14e             |               |                      |                | 34e              | 40e             |                      | 69e         |                |                       |  | opgave       |  | 15e (UWB)         |
| 2005 | 6e              |               |                      |                |                  | opgave          | 74e                  |             |                | 21e                   |  | 77e          |  | 58e (UPT)         |
| 2006 | 32e             | 29e           | opgave               |                | 69e              | 38e             | opgave               | 21e         |                | ↑                     |  | 91e          |  | 20e (UPT)         |
| 2007 | 21e             | 45e           | 25e                  | 52e            |                  | 16e             |                      | 19e         | opgave         | 11e                   |  | 8e           |  | 48e (UPT)         |
| 2008 | ↑               | 62e           | 15e                  |                | 29e              | 92e             |                      | opgave      | ↑              | ↑                     |  | 15e          |  | 9e (UPT)          |
| 2009 | 23e             |               | ↑                    |                | 4e               | 4e              | ↑                    | 35e         | 9e             | 15e                   |  | 6e           |  | 9e (UWK)          |
| 2010 | 9e              | ↑             | ↑                    |                | ↑                | ↑               | ↑                    | 6e          | 5e             | 26e                   |  | 18e          |  | (UWK)             |
| 2011 | ↑               | 36e           | 9e                   |                | ↑                | ↑               | 8e                   | ↑           | ↑              | 43e                   |  | 17e          |  | (UWT)             |
| 2012 | 87e             | 39e           | 75e                  |                | 6e               | 16e             | opgave               | ↑           | 12e            | 31e                   |  | ↑            |  | 46e (UWT)         |
| 2013 | 32e             | 42e           |                      |                | 5e               | 7e              | 20e                  | 15e         | ↑              |                       |  | 9e           |  | 54e (UWT)         |
| 2014 | 13e             |               |                      |                | ↑                | 8e              | 7e                   | 10e         | ↑              |                       |  | 7e           |  | 14e (UWT)         |
| 2015 | 55e             |               |                      |                | 10e              | 36e             | 33e                  | opgave      | ↑              | 8e                    |  | 10e          |  | 29e (UWT)         |
| 2016 |                 |               |                      |                | 81e              |                 | 34e                  | 91e         |                | opgave                |  |              |  | 190e (UWT)        |
| 2017 | 29e             |               | ↑                    |                | ↑                |                 | 27e                  |             | 15e            | 13e                   |  | 17e          |  | 11e (UWT)         |
| 2018 | 75e             | 17e           | ↑                    | 15e            | 13e              | 31e             |                      | 24e         |                | 5e                    |  |              |  | 37e (UWT)         |
| 2019 | 68e             | 22e           | opgave               | ↑              | 30e              | 58e             | 54e                  |             |                | 8e                    |  | opgave       |  | 44e (UWR)         |
| 2020 | 9e              |               |                      |                |                  |                 |                      |             |                | 8e                    |  |              |  | 169e (UWR)        |
| 2021 | 72e             | opgave        |                      | 29e            |                  | 102e            |                      | 70e         |                | 5e                    |  |              |  | 167e (UWR)        |
| 2022 | 144e            |               |                      | 30e            | 58e              | 46e             |                      |             | opgave         | 40e                   |  |              |  |                   |

### Resultaten in kleinere rondes

#### UCI World Tour
| Jaar | Tour Down Under | Parijs-Nice | Tirreno-Adriatico | Ronde van Catalonië | Ronde van het Baskenland | Ronde van Romandië | Ronde van Zwitserland | Critérium du Dauphiné | BinckBank Tour | Ronde van Guangxi | Ronde van Beijing |
| ---- | --------------- | ----------- | ----------------- | ------------------- | ------------------------ | ------------------ | --------------------- | --------------------- | -------------- | ----------------- | ----------------- |
| 2003 |                 |             |                   |                     |                          |                    |                       | 43e                   |                |                   |                   |
| 2004 | 4e (1)          | 19e         |                   |                     |                          |                    |                       |                       |                |                   |                   |
| 2005 |                 | DNF         |                   | 87e                 | 118e                     |                    |                       | 67e                   |                |                   |                   |
| 2006 |                 |             | 40e               |                     |                          |                    |                       | 43e (1)               | 4e (1)         |                   |                   |
| 2007 |                 | 50e         |                   |                     |                          |                    |                       | 44e                   |                |                   |                   |
| 2008 | 11e             | 31e         |                   |                     |                          |                    | 28e                   |                       | DNF            |                   |                   |
| 2009 |                 | DNF         |                   |                     |                          | 14e                |                       |                       |                |                   |                   |
| 2010 |                 | DNF         |                   |                     |                          | DNF                | DNF                   |                       |                |                   |                   |
| 2011 |                 |             | 9e (1)            |                     |                          |                    |                       |                       | ↑ (1)          |                   |                   |
| 2012 |                 |             | DNF               |                     |                          |                    |                       | 109e                  |                |                   |                   |
| 2013 | 34e             | 35e         |                   |                     | DNF                      |                    | 59e                   |                       | DNF            |                   |                   |
| 2014 |                 |             | 36e               |                     | 25e                      |                    |                       |                       | 7e             |                   | ↑ (1)             |
| 2015 |                 | 24e         |                   |                     | 25e                      |                    | DNF                   |                       | 4e             |                   |                   |
| 2016 |                 | DNF         |                   | DNF                 |                          |                    | DNF                   |                       |                |                   |                   |
| 2017 |                 | 13e         |                   |                     |                          |                    | 29e (1)               |                       | 9e             |                   |                   |
| 2018 |                 |             | 25e               |                     |                          |                    | 51e                   |                       |                | 12e               |                   |
| 2019 |                 | 15e         |                   |                     |                          |                    |                       | 28e                   | 13e            |                   |                   |
| 2020 |                 | 14e         |                   |                     |                          |                    |                       |                       | DNF            |                   |                   |
| 2021 |                 | 60e         |                   |                     |                          | 70e                |                       |                       | 27e            |                   |                   |
| 2022 |                 | DNF         |                   |                     |                          |                    | 42e                   |                       |                |                   |                   |

#### ProContinentaal
| Jaar | Ronde van de Provence | Ronde van Qatar | 4 Daagse van Duinkerke | Ronde van Valencia | Ronde van de Algarve | Ronde van België | Ronde van Wallonië | ZLM Tour | Ronde van Groot-Brittannië | Ronde van Luxemburg |
| ---- | --------------------- | --------------- | ---------------------- | ------------------ | -------------------- | ---------------- | ------------------ | -------- | -------------------------- | ------------------- |
| 2003 |                       | 35e             | 72e                    |                    |                      |                  | 31e                |          |                            |                     |
| 2004 |                       |                 |                        |                    |                      |                  | 40e                | ↑        |                            |                     |
| 2005 |                       |                 | 8e (1)                 |                    |                      |                  |                    |          |                            |                     |
| 2006 |                       |                 |                        |                    |                      |                  |                    |          |                            |                     |
| 2007 |                       |                 |                        |                    | 5e                   |                  |                    |          |                            |                     |
| 2008 |                       |                 |                        |                    |                      |                  |                    |          |                            |                     |
| 2009 |                       |                 |                        |                    | 116e                 |                  | 32e                | ↑ (1)    |                            |                     |
| 2010 |                       | 7e              |                        |                    |                      | 4e (1)           |                    |          |                            |                     |
| 2011 |                       |                 |                        |                    | 28e (1)              | ↑ (1)            |                    | ↑ (1)    |                            |                     |
| 2012 |                       | 22e             |                        |                    |                      | 7e               |                    |          |                            |                     |
| 2013 |                       |                 |                        |                    |                      | ↑                |                    |          |                            |                     |
| 2014 |                       | 13e             |                        |                    |                      | 4e               |                    | ↑ (2)    |                            |                     |
| 2015 |                       | 14e             |                        |                    |                      |                  | 7e (1)             |          |                            |                     |
| 2016 |                       |                 |                        |                    |                      |                  |                    |          |                            | ↑ (2)               |
| 2017 |                       |                 |                        | 15e                |                      | 4e               |                    |          | 23e                        |                     |
| 2018 |                       |                 |                        |                    | 24e                  |                  |                    |          |                            |                     |
| 2019 |                       |                 |                        |                    |                      |                  |                    |          |                            |                     |
| 2020 | 10e (1)               |                 |                        | 36e                | 31e                  |                  | 23e                |          |                            | 25e                 |
| 2021 | 48e                   |                 |                        |                    |                      | 11e              |                    |          |                            |                     |
| 2022 | 39e                   |                 | ↑ (1)                  |                    |                      |                  |                    |          |                            |                     |

(*) tussen haakjes aantal individuele etappeoverwinningen

## Ploegen
2002 –  La Française des Jeux (stagiair vanaf 1 september)
2003 –  Fdjeux.com
2004 –  Fdjeux.com
2005 –  Française des Jeux
2006 –  Française des Jeux
2007 –  Française des Jeux
2008 –  Française des Jeux
2009 –  Silence-Lotto
2010 –  Omega Pharma-Lotto
2011 –  Omega Pharma-Lotto
2012 –  BMC Racing Team
2013 –  BMC Racing Team
2014 –  BMC Racing Team
2015 –  BMC Racing Team
2016 –  BMC Racing Team
2017 –  Quick-Step Floors
2018 –  Quick-Step Floors
2019 –  Deceuninck–Quick-Step
2020 –  Lotto-Soudal
2021 –  Lotto Soudal
2022 −  Lotto Soudal

## Onderscheidingen
Kristallen Fiets: 2008, 2009, 2010, 2011
Flandrien-Trofee: 2009, 2010, 2011
Sprint d'Or: 2008
Nationale trofee voor sportverdienste: 2009
Belgisch sportman van het jaar: 2009, 2010, 2011
Trofee van de Internationale Vereniging van Wielerjournalisten: 2009
Vélo d'Or Mondial: 2011
UCI World Tour: 2011
Mendrisio d'Oro: 2012

## Trivia
- Gilbert was getrouwd met Patricia Zeevaert (1989) uit Moelingen. Ze hebben samen twee zoontjes.
- Gilbert is Franstalig, maar spreekt ook Nederlands, Engels en Italiaans.
- Op 12 april 2012 tekende zijn jongere broer Jérôme een profcontract bij Accent.Jobs-Willems Veranda's. Ze reden voor het eerst tegen elkaar in de Ronde van België nadat ze wegens omstandigheden niet allebei konden rijden in Luik-Bastenaken-Luik, hun 'thuisklassieker'.
- Op Gilberts fandag op 26 oktober 2013 werd de Square Philippe Gilbert - een plein in Aywaille genoemd naar hem - officieel ingehuldigd.
- Gilbert is eigenaar van een fietsenzaak in Monaco, 'The Bikeshop by Philippe Gilbert'.
- Van 2018 tot 2022 werd hij gedurende vijf jaar gevolgd gedurende zijn jacht op de laatste twee monumenten voor de documentaire Classique Gilbert.
- Gilbert heeft sinds 2024 zijn eigen toertocht/ cyclosportive. Wielerfestival Cauberg heeft sinds dit jaar de eigen naam omgedoopt tot de Philippe Gilbert Cauberg Classic ter ere aan de enige echte ‘Koning van de Cauberg’. Deze loopt over wegen rond de Cauberg en Valkenburg op onder andere Amstel Gold Race parcours.

Wielerploegen van Philippe Gilbert
Bodo ·
Casar ·
Casper ·
Cooke ·
Da Cruz ·
Durand ·
Fritsch ·
Guesdon ·
Lhuiller ·
McGee ·
Mengin ·
Nazon ·
Pencolé ·
Perque ·
Robin ·
Vogondy ·
Wiggins ·
Wilson ·
Bichot (stagiair) ·
Gilbert (stagiair) ·
Vaugrenard (stagiair)
Casar ·
Casper ·
Cooke ·
Da Cruz ·
Derepas ·
Durand ·
Eisel ·
Fritsch ·
Gilbert ·
Guesdon ·
Lhuiller ·
McGee ·
Mengin ·
Pichon ·
Robin ·
Roy ·
Sanchez ·
Vaugrenard ·
Vogondy ·
Wiggins ·
Wilson ·
Gérard (stagiair) ·
Renshaw (stagiair) ·
Vaillant (stagiair)
Bichot ·
Casar ·
Cooke ·
Da Cruz ·
Derepas ·
Eisel ·
Fritsch ·
Gilbert ·
Guesdon ·
Löfkvist ·
McGee ·
Mengin ·
Mourey ·
Renshaw ·
Robin ·
Roy ·
Sanchez ·
Vaugrenard ·
Vogondy ·
Wilson ·
Gérard (stagiair) ·
Humbert (stagiair) ·
Perche (stagiair) 
Auger ·
Bichot ·
Casar ·
Cooke ·
Da Cruz ·
Delage ·
Detilloux ·
Di Grégorio ·
Eisel ·
Finot ·
Gérard ·
Gilbert ·
Guesdon ·
Jégou ·
Löfkvist ·
McGee ·
McLeod ·
Mengin ·
Monnerais ·
Mourey ·
Renshaw ·
Roy ·
Sanchez ·
Vaugrenard ·
Veikkanen ·
Wilson ·
Drujon (stagiair) ·
Jeandesboz (stagiair) ·
Patanchon (stagiair) 
Auger ·
Bichot ·
Casar ·
Da Cruz ·
Delage ·
Detilloux ·
Di Grégorio ·
Eisel ·
Finot ·
Gérard ·
Gilbert ·
Guesdon ·
Jégou ·
Joly ·
Ladagnous ·
Larsson ·
Leblacher ·
Löfkvist ·
McGee ·
McLeod ·
Mengin ·
Monnerais ·
Mourey ·
Patanchon ·
Roy ·
Vaugrenard ·
Veikkanen ·
Cherel (stagiair) ·
Gudsell (stagiair) ·
Jeandesboz (stagiair) 
Auger ·
Casar ·
Chavanel ·
Cherel ·
Da Cruz ·
Delage ·
Detilloux ·
Di Grégorio ·
Gérard ·
Gilbert ·
Gudsell ·
Guesdon ·
Jégou ·
Joly (tot 30/06) ·
Ladagnous ·
Lindgren ·
Löfkvist ·
Marichal ·
McGee ·
McLeod ·
Mengin ·
Monnerais ·
Mourey ·
Patanchon ·
Roy ·
Vaugrenard ·
Veikkanen ·
Demaret (stagiair) ·
Offredo (stagiair) ·
Roux (stagiair) 
Casar ·
Chavanel ·
Cherel ·
Coppel ·
Delage ·
Di Grégorio ·
Gérard ·
Gilbert ·
Gudsell ·
Guesdon ·
Hoetarovitsj ·
Jégou ·
Joly ·
Ladagnous ·
Le Boulanger ·
Levarlet ·
Meersman ·
Mengin ·
Monnerais ·
Mourey ·
Offredo ·
Roux ·
Roy ·
Stubbe ·
Vanendert ·
Vaugrenard ·
Veikkanen ·
Dauga (stagiair) ·
Duval (stagiair) ·
Sulzberger (stagiair) 
Aerts · Brandt · Cretskens · De Greef · Dehaes · Dekker · Delage · D'Hollander · Dockx · Elijzen · Evans  · Gardeyn · Gilbert · Hoste · Jacobs · Kaisen · Lang · Ljungblad · Lloyd · Roelandts · Scheirlinckx · Sentjens · Stubbe · Van Avermaet · Van den Broeck · Vanendert · Vansummeren · Wegelius · Blythe (stagiair) · Boeckmans (stagiair) · Eijssen (stagiair)
Aerts · Bakelants · Blythe · Brandt · Cretskens · De Greef · Dehaes · Delage · D'Hollander · Elijzen · Gilbert · Hoste · Kaisen · Lang · Ljungblad · Lloyd · Löwik · Moreno · Péraud · Roelandts · Scheirlinckx · Stubbe · Van Avermaet · Van den Broeck · Vanendert · Van Goolen · Wegelius · De Winter (stagiair) · Debusschere (stagiair) 
Aerts · Bakelants · Blythe · Boucher · De Clercq · De Greef · Debusschere · Dehaes · Dockx · Gilbert · Greipel · Hansen · Kaisen · Lang · Lloyd · Lodewyck · Neyens · Pujol · Reynés · Roelandts · Sieberg · Van De Walle · Van den Broeck · Vandousselaere · Vanendert · Veikkanen · Willems · Van der Sande (stagiair) 
Ballan ·
Blythe · 
Bookwalter · 
Burghardt ·
Cummings ·
Eijssen · 
Evans ·
Frank · 
Gilbert  ·
Hincapie ·
Hushovd ·
Kohler ·
Lodewyck ·
Moinard ·
Morabito ·
Phinney ·
Pinotti ·
Quinziato ·
Roe ·         
Santambrogio ·
Santaromita ·
Schär ·
Tschopp ·
Van Avermaet ·
Van Garderen ·
Wyss ·
Flückiger (stagiair) ·
Warbasse (stagiair) 
Ballan · 
Blythe · 
Bookwalter · 
Burghardt · 
Cummings · 
Eijssen · 
Evans · 
Frank · 
Gilbert  · 
Hushovd · 
Kohler · 
Lander · 
Lodewyck · 
Moinard · 
Morabito · 
Nerz · 
Oss · 
Phinney · 
Pinotti · 
Quinziato · 
Santaromita · 
Schär · 
Van Avermaet · 
Van Garderen · 
Warbasse · 
Wyss · 
Dillier (stagiair) · 
Novák (stagiair) · 
Taramarcaz (stagiair) 
Atapuma · Bookwalter · Burghardt · Cummings · Dennis · Dillier · Eijssen · Evans · Gilbert · Hermans · Hushovd · Kohler · Lander · Lodewyck · Moinard · Morabito · Nerz · Oss · Phinney · Quinziato · Sánchez · Schär · Stetina · Van Avermaet · Van Garderen · Velits · Warbasse · Wyss · Zabel · Davison (stagiair) · Teuns (stagiair) · Vliegen (stagiair) 
Atapuma · Bookwalter · Burghardt · Caruso · De Marchi · Dennis · Dillier · Drucker · Evans · Flakemore · Gilbert · Hermans · Küng · Lodewyck · Moinard · Oss · Phinney · Quinziato · Rosskopf · Sánchez · Schär · Senni · Stetina · Teuns · Van Avermaet · Van Garderen · Velits · Vliegen · Wyss · Zabel · Bohli (stagiair) · Frankiny (stagiair) · Gerts (stagiair)
Atapuma · Bohli · Bookwalter · Burghardt · Caruso · De Marchi · Dennis · Dillier · Drucker · Gerts · Gilbert · Hermans · Küng · Moinard · Oss · Phinney · Porte · Quinziato · Rosskopf · Sánchez · Schär · Senni · Teuns · Van Avermaet  · Van Garderen · Velits · Vliegen · Wyss · Zabel · Eisenhart (stagiair) · Lienhard (stagiair)
Alaphilippe · Bauer · Boonen (tot 09/04) · Brambilla · Capecchi · Cavagna · de la Cruz · De Plus · Declercq · Devenyns · Gaviria · Gilbert · Jungels · Keisse · Kittel · Lampaert · Martin · Martinelli · Mas · Richeze · Sabatini · Schachmann · Serry · Štybar · Terpstra · Trentin · Vakoč · Velits · Vermote · Hodeg (stagiair) · Kasperkiewicz (stagiair)
Alaphilippe · Asgreen · Capecchi · Cavagna · De Plus · Declercq · Devenyns · Gaviria · Gilbert · Hodeg · Jakobsen · Jungels · Keisse · Knox · Lampaert · Martinelli · Mas · Mørkøv · Narváez · Richeze · Sabatini · Schachmann  · Sénéchal · Serry · Štybar · Terpstra · Vakoč · Viviani
Alaphilippe · Asgreen · Capecchi · Cavagna · Declercq · Devenyns · Evenepoel   · Gilbert · Hodeg · Honoré · Jakobsen · Jungels · Keisse · Knox · Lampaert · Martinelli · Mas · Mørkøv · Richeze · Sabatini · Sénéchal · Serry · Štybar · Vakoč · Viviani 
Armée · Cras · De Buyst · De Gendt · Degenkolb · Dewulf · Dibben · Ewan · Frison · Gilbert · Goossens · Hagen · Hansen · Holmes · Iversen · Kluge · Maes · Marczyński · Mertz · Oldani · Thijssen · Van der Sande · Van Goethem · Van Moer · Vanhoucke · Vermeersch (vanaf 1 juni) · Wallays · Wellens
Conca · Cras · De Buyst · De Gendt · Degenkolb · Ewan · Frison · Gilbert · Goossens · Grignard · Holmes · Kluge · Kron · Małecki · Marczyński · Moniquet · Oldani · Sweeny · Thijssen · Van der Sande · Van Gils · Van Moer · Vanhoucke · Vermeersch · Verschaeve · Vervloesem · Wellens
Barbero (vanaf 1/5) · Beullens · Campenaerts · Conca · Cras · De Buyst · De Gendt · De Lie · Drizners · Ewan · Frison · Gilbert · Grignard · Holmes · Janse van Rensburg (vanaf 1/5) · Kluge · Kron · Małecki · Moniquet · Schwarzmann · Selig · Sweeny · Van Gils · Van Moer · Vanhoucke · Vermeersch · Verschaeve · Vervloesem · Wellens
1928 Louis Crooy en Victor Groenen · 1929 Georges Ronsse · 1930 Hyacinthe Roosen · 1931 René Milhoux en Jules Tacheny · 1933 Jef Scherens · 1934 Union Sint-Gillis · 1935 Arnold de Looz-Corswarem · 1936 Ernest Demuyter · 1937 Joseph Mostert · 1938 Hubert Carton de Wiart · 1939 Henry de Menten de Horne · 1940 Fernande Caroen · 1941 Jan Guilini · 1942 Pol Braekman · 1943 Albert de Ligne · 1944 niet toegekend · 1945 vliegend personeel van de Belgische sectie van de Royal Air Force · 1946 Gaston Reiff · 1947 Micheline Lannoy en Pierre Baugniet · 1948 Etienne Gailly · 1949 Feru Moulin · 1950 Briek Schotte · 1951 Johny Claes en Jacques Ickx · 1952 André Noyelle · 1953 bemanning van het jacht Omoo (zeilsport) · 1954 Adolf Verschueren · 1955 Roger Moens · 1956 Gilberte Thirion · 1957 Jacky Brichant en Philippe Washer · 1958 René Baeten · 1959 Belgische hockeyploeg bij de mannen · 1960 Flory Van Donck · 1961 Rik Van Looy · 1962 Gaston Roelants · 1963 Aureel Vandendriessche · 1964 Joël Robert · 1965 Eerste Jachtwing van de Belgische Luchtmacht · 1966 Raymond Ceulemans · 1967 Ferdinand Bracke en Eddy Merckx · 1968 Jacky Ickx · 1969 Serge Reding · 1970 Freddy Herbrand · 1971 Miel Puttemans · 1972 Karel Lismont · 1973 Roger De Coster · 1974 Paul Van Himst · 1975 Jean-Pierre Burny · 1976 Ivo Van Damme · 1977 Gaston Rahier · 1978 RSC Anderlecht · 1979 Robert Van de Walle · 1980 Belgische voetbalploeg bij de mannen · 1981 Annie Lambrechts · 1982 Ingrid Berghmans · 1983 Eddy Annys · 1984 André Malherbe · 1985 niet toegekend · 1986 William Van Dijck · 1987 Ingrid Lempereur · 1988 Eric Geboers · 1989 Michel Preud'homme · 1990 Jan Ceulemans · 1991 Jean-Michel Saive · 1992 Annelies Bredael · 1993 Vincent Rousseau · 1994 Brigitte Becue · 1995 Frédérik Deburghgraeve · 1996 Johan Museeuw · 1997 Luc Van Lierde · 1998 Ulla Werbrouck · 1999 Gella Vandecaveye · 2000 Joël Smets · 2001 Kim Clijsters en Justine Henin · 2002 Marc Wilmots · 2003 Stefan Everts · 2004 Axel Merckx · 2005 Tom Boonen · 2006 Kim Gevaert en Tia Hellebaut · 2007 4x100m-estafetteploeg voor vrouwen · 2008 niet toegekend · 2009 Philippe Gilbert · 2010 Philippe Le Jeune · 2011 Kevin Borlée · 2012 Evi Van Acker · 2013 Frederik Van Lierde · 2014 Daniel Van Buyten · 2015 4x400m-estafetteploeg voor mannen · 2016 Nafissatou Thiam · 2017 David Goffin · 2018 Nina Derwael · 2019 Belgische hockeyploeg bij de mannen · 2020 Wout van Aert · 2021 Bashir Abdi · 2022 Remco Evenepoel · 2023 Bart Swings · 2024 Lotte Kopecky